# Rzeszowski
Rzeszowski là một huyện thuộc tỉnh Podkarpackie của Ba Lan. Huyện có diện tích 1157 km². Đến ngày 1 tháng 1 năm 2011, dân số của huyện là 161104 người và mật độ 139 người/km².